# بيت مهدي (أرحب)

تعديل مصدري - تعديل

بيت مهدي هي إحدى قرى عزلة شعب بمديرية أرحب التابعة لمحافظة صنعاء، بلغ تعداد سكانها 298 نسمة حسب تعداد اليمن لعام 2004.